# Geografía de Kirguistán

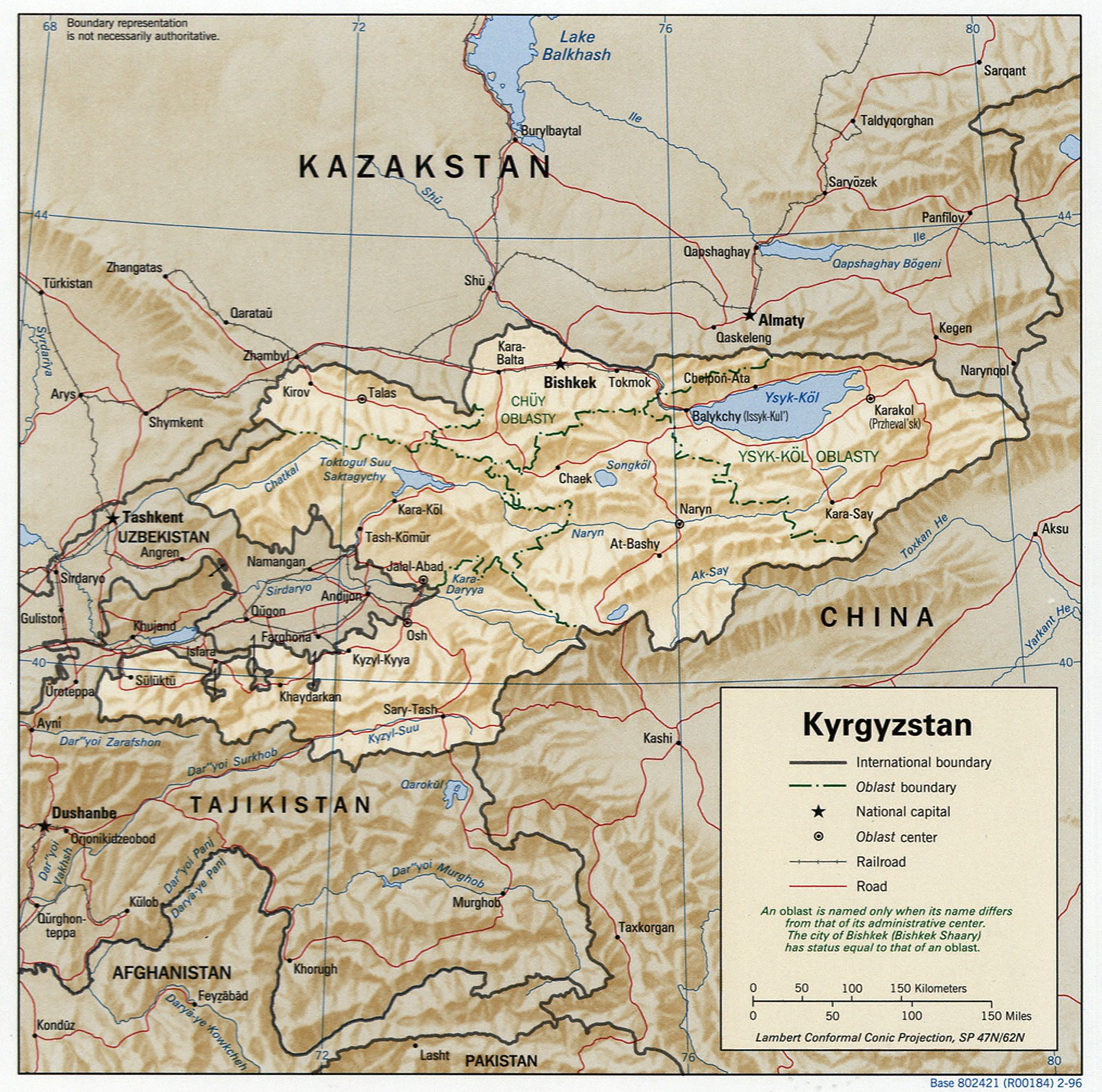
Mapa de Kirguistán.

Kirguistán es un país sin acceso al mar ubicado en Asia central. La región montañosa de Tian Shan cubre el 80% del país. Se encuentra entre las latitudes 39° y 44° N, y las longitudes 69° y 81° E. Está más lejos del mar que cualquier otro país del mundo, y todos sus ríos desembocan en sistemas de drenaje cerrados que no llegan al mar. La región montañosa del Tian Shan cubre más del 80% del país, de ahí que Kirguistán se conozca ocasionalmente como "la Suiza de Asia Central".
El lago Issyk-Kul, o Ysyk-Köl en kirguís, en el noreste de Tian Shan, es el lago más grande de Kirguistán y el segundo lago de montaña más grande del mundo después del Titicaca. Los picos más altos están en el rango de Kakshaal-Too, formando la frontera china. El pico Jengish Chokusu, a 7439 m, es el punto más alto y los geólogos lo consideran el pico más septentrional de más de 7000 m en el mundo. Las fuertes nevadas en el invierno provocan inundaciones en la primavera que a menudo causan graves daños en el río. El deshielo de las montañas también se utiliza para la hidroelectricidad.
Kirguistán tiene importantes depósitos de metales, como el oro y los metales de tierras raras. Debido al terreno predominantemente montañoso del país, menos del 8% de la tierra se cultiva, y esto se concentra en las tierras bajas del norte y las franjas del valle de Ferganá.
Biskek en el norte es la capital y la ciudad más grande, con 937 400 habitantes (datos de 2015). La segunda ciudad es la antigua ciudad de Osh, ubicada en el valle de Ferganá, cerca de la frontera con Uzbekistán. 

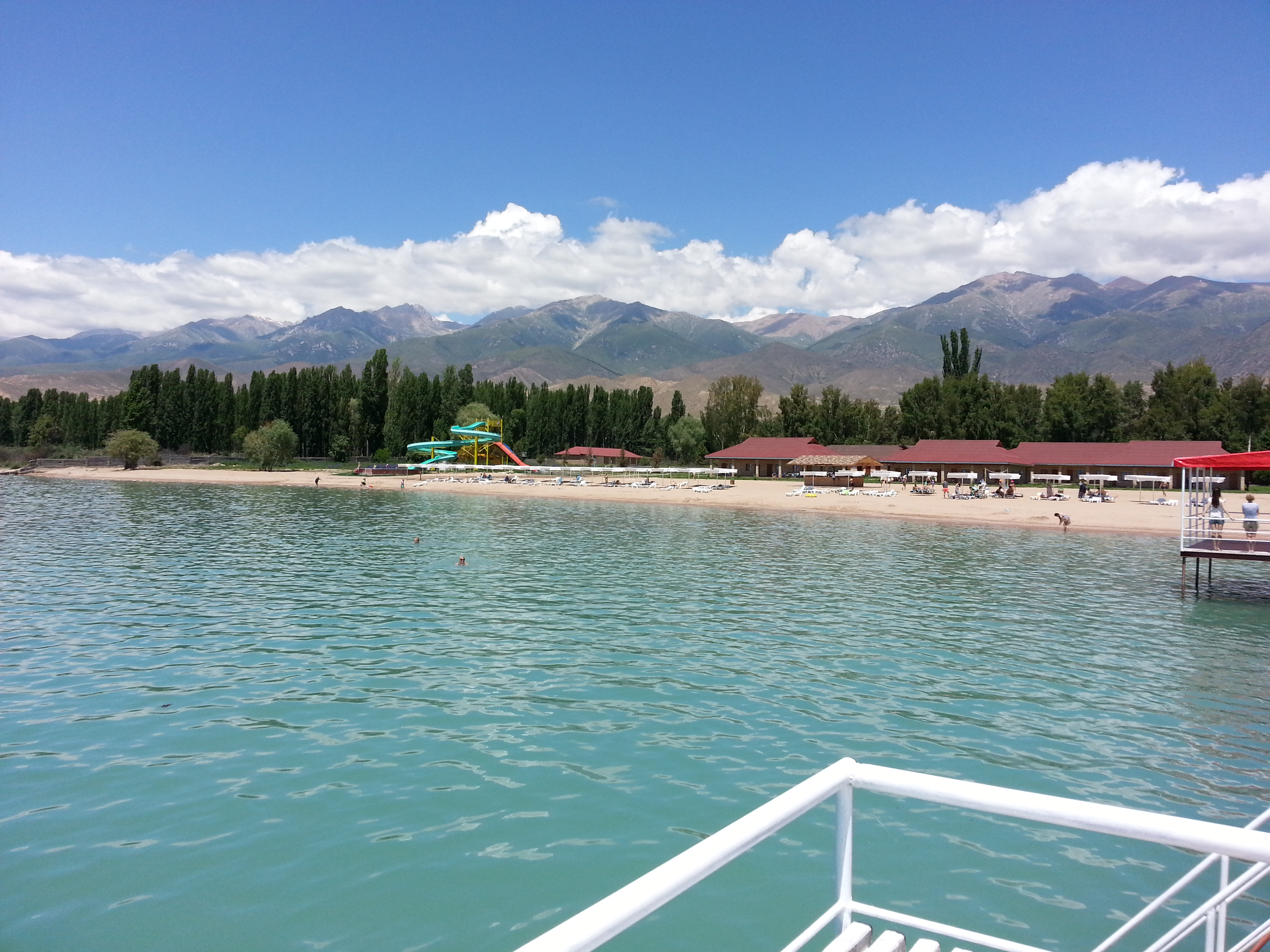
Playa de Kirguistán en el Lago Issyk-Kul que cubre un área de 6.236 km² (una superficie más grande que la de Brunéi o Trinidad y Tobago)

El río principal es el Kara Daria, que fluye hacia el oeste a través del valle de Fergana hacia Uzbekistán. Al otro lado de la frontera en Uzbekistán se encuentra con otro importante río kirguiso, el Narýn. La confluencia forma el Sir Daria, que originalmente fluyó hacia el mar de Aral. A partir de 2010, ya no llega al mar, ya que su agua se extrae aguas arriba para irrigar los campos de algodón en Tayikistán, Uzbekistán y el sur de Kazajistán. El río Chu también fluye brevemente a través de Kirguistán antes de entrar a Kazajistán.

## Relieve

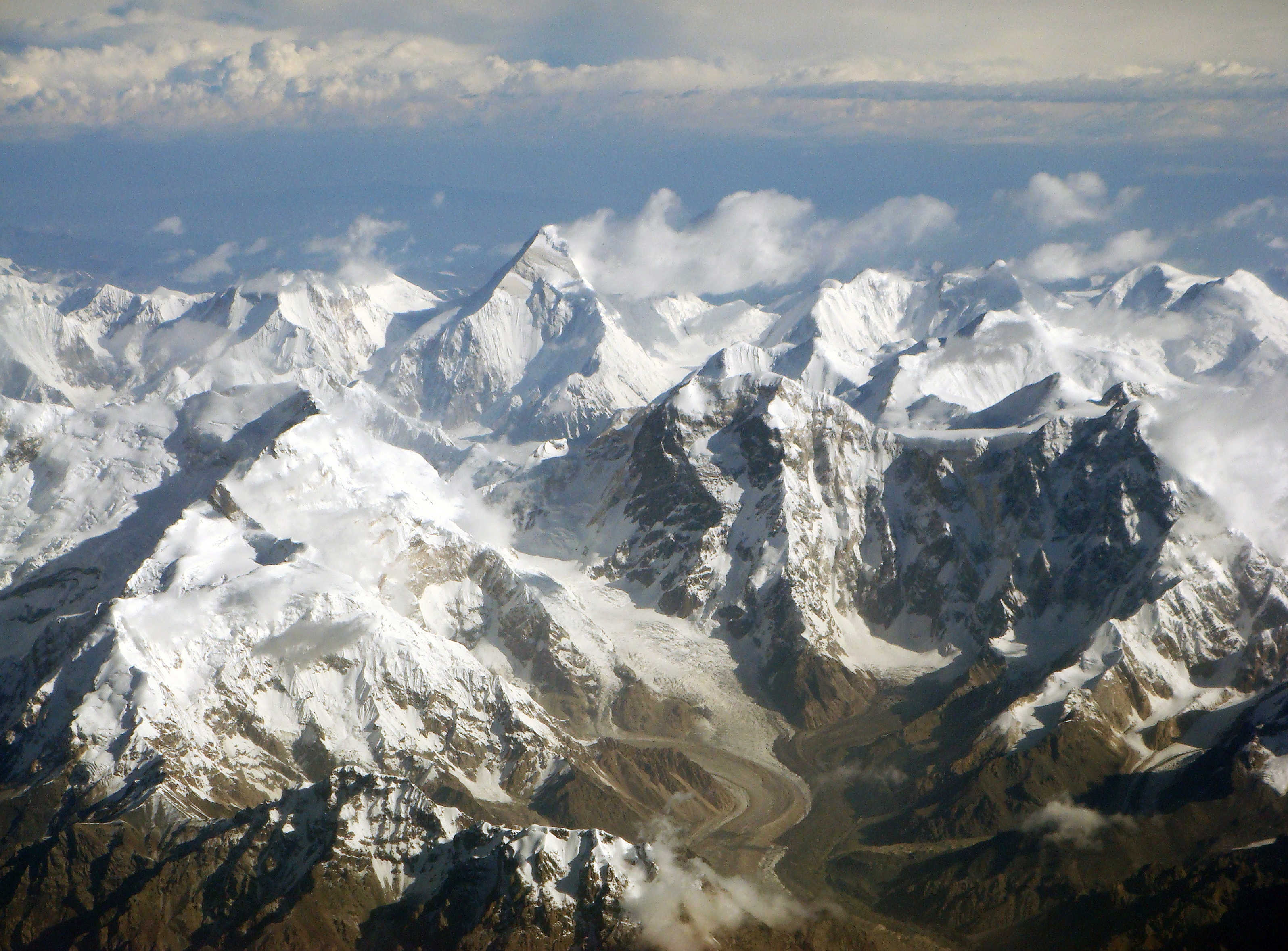
Montañas de Tian Shan donde aparece el monte Khan Tengri (6995 m) en el centro y los montes Tomur y Podeba, en la frontera entre China y Kirguistán.

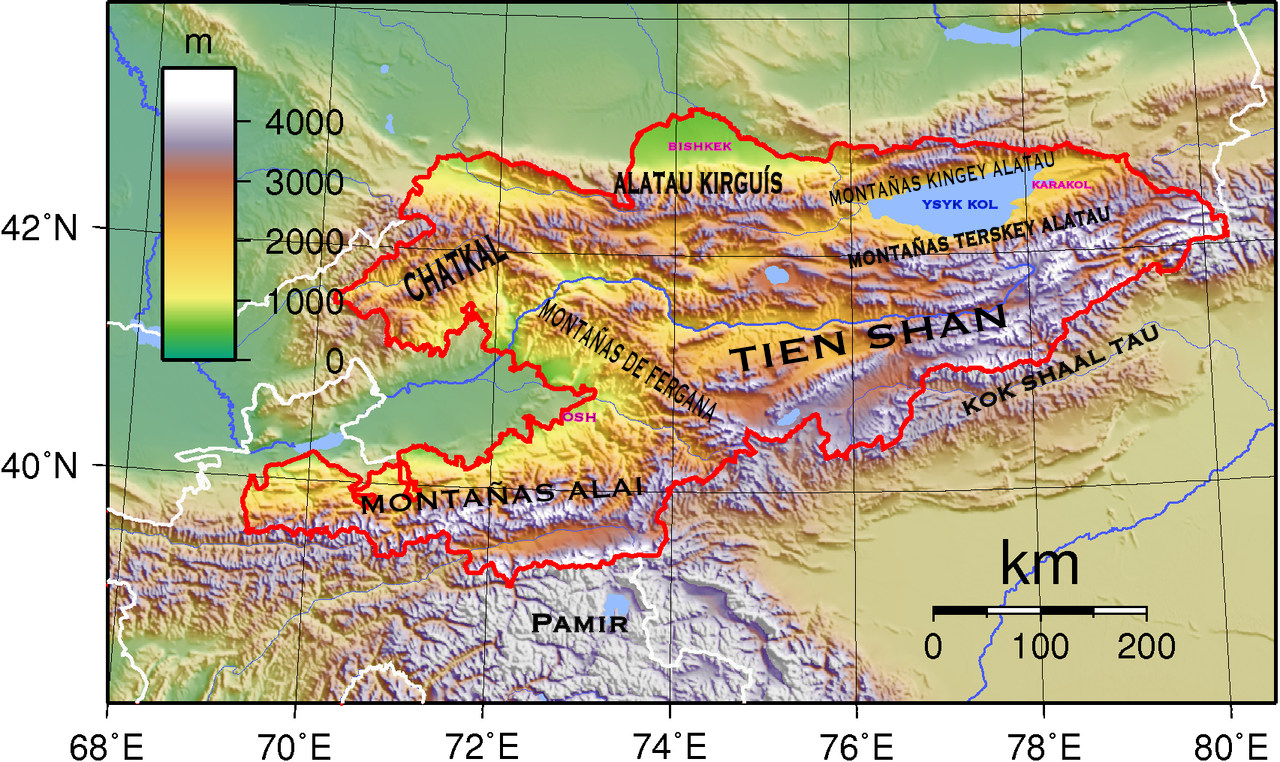
Topografía de Kirguistán. Cordilleras.

El país está rodeado por diversas cordilleras montañosas, las montañas de Fergana al noroeste, la cordillera del Pamir con las montañas Alai, al sudoeste, y varias ramas del Tien Shan en el centro y el este que alcanzan con facilidad los 5.000 m de altura, siendo el pico Jengish Chokusu, también conocido como Victory Peak o pico Victoria en la frontera con China, el más alto con 7.439 m s. n. m.; otras alturas importantes son el pico Lenin, al sur cerca de la frontera con Tayikistán, con 7.134 m s. n. m., y el pico Khan Tengri, con 6.995 m, en la unión entre Kirguistán, Kazajistán y la Región Autónoma Uigur de Sinkiang en China. El centro está formado por tres depresiones que drena el río Naryn de este a oeste. Las depresiones están rellenas por depósitos morrénicos en su mayoría. 
Los sistemas montañosos de Tian Shan, las montañas celestiales, y la cordillera del Pamir, al sur, cubren el 65 por ciento del territorio nacional. Las montañas Alai, que pertenecen al Pamir, ocupan el sudoeste del país, junto con las sierras de Kok Shaal-Tau, Trans-Alay (Zaalay) y Atbashi, mientras que la parte principal de la cordillera de Tian Shan se extiende hacia el este hasta la frontera entre el sur de Kirguistán y China, antes de seguir  por la Región Autónoma Uigur de Sinkiang, en China. La altura media de Kirguistán es de 2.750 m, con alturas que oscilan entre los 394 m del valle de Fergana, cerca de Osh y los 7.439 m del pico Jengish Chokusu. Casi el 90 por ciento, de la población vive a más de 1.500 m de altura.
Al oeste hay una gran depresión, el valle de Fergana. Al este, en el extremo nororiental, dos brazos del Tian Shan, las cordilleras de Kungey-Alatau y Terskey-Alatau (el Alatau kirguís) encierran el lago Issyk-Kul. El valle de Fergana está separado de las altas mesetas alpinas centrales y orientales por las montañas de Fergana, que van de sudeste a noroeste, y la cordillera de Chatkal, que culmina a 4.503 m.
Las montañas de Tian Shan están formadas por rocas cristalinas y sedimentarias del Paleozoico, con los valles rellenos de sedimentos jóvenes. Al norte y al este predomina el granito. En el norte y el este, la roca sedimentaria producida durante el Paleozoico ha sido casi totalmente erosionada, pero en el sur y el oeste predominan las rocas sedimentarias metamórficas con algunas intrusiones volcánicas. Hace 25 millones de años se iniciaron una serie de movimientos de la corteza que han formado acumulaciones de rocas en los valles y formaron lagos que se han secado y convertido en depósitos de sales.

### Las sierras de Kirguistán

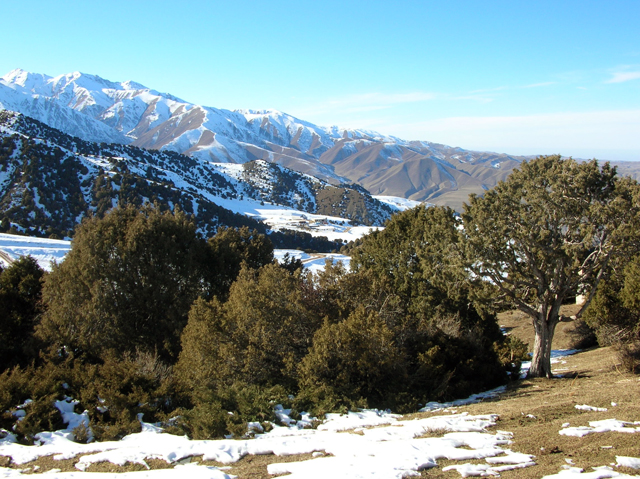
Alatau Kirguís, cerca de la frontera con Kazajistán, donde se prolonga en el Talas Alatau.

Hay 88 sierras principales en Kirguistán, la mayor parte de las cuales pertenecen al Tien Shan. Solo la sierra de Alai, al sur, pertenece al Pamir. La carretera de Osh, al sudoeste a Biskek, al norte, divide al país en dos mitades. La mayor parte de las sierras tienen de 100 a 300 km. Las más largas son las de Kakshaal, con 582 km, y el Alatau Kirguís, al sur de Biskek, con 454 km. La mayoría tiene entre 10 y 40 km de anchura.
Los picos son relativamente fáciles de conquistar. En tiempos de la Unión Soviética, los montañeros que ascendían los cinco picos de más de 7.000 m recibían un premio llamado Leopardo de las Nieves, conseguido por unos 600 escaladores.
La vertiente norte de las montañas suele ser más fría y estar arbolada, mientras la vertiente sur es más cálida y se usa para pastos.
El Tien Shan tiene unos 2800 km de longitud y unos 800 km de anchura, con 40 picos que superan los 6.000 m de altitud. La mayor parte se encuentra en Kirguistán, desde la sierra de Chaktal, al este de Taskent, en Uzbekistán, hasta Urumchi, en Sinkiang, China. Tien Shan suele dividirse en Norte, Este, Oeste, Central e Interior. La parte central al sudeste del lago Issyk-Kul, posee los picos más altos, el Khan Tengri y el Pobeda, con más de 7.000 m y 23 picos por encima de 6.000 m, incluyendo 14 cimas vírgenes. Al norte se encuentra el Alatau Kirguís, o Ala-Too, las montañas sombrías, de 454 km, que hacia el este se divide en dos brazos que encierran el lago Issyk-Kul: Kungey Alatau, al norte, formando la frontera con Kazajistán, y Terksey Alatau, al sur. Separando las montañas interiores del país del valle de Fergana se encuentra la cordillera de Fergana o montañas de Fergana, de 220 km de longitud.
El Pamir forma la frontera entre Kirguistán y Tayikistán, y está representado, al sur del país, por varias sierras, entre ellas las montañas Alai y el Trans Alai, con el pico Lenin, de 7.134 m.

## Hidrografía

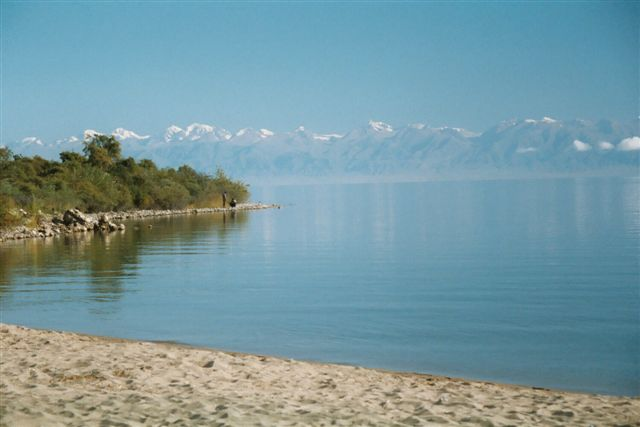
Orilla meridional del lago Issyk-Kul.

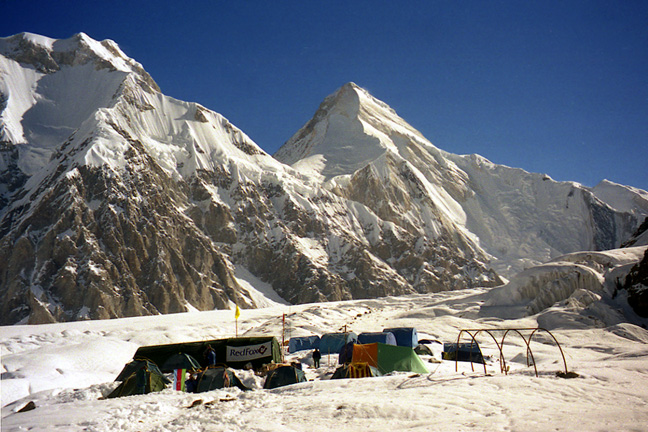
Glaciar de Engilchek. La montaña del fondo es el Khan Tengri, de 6.995 m, en julio de 2002. En primer plano, campamento base de South Engilchek.

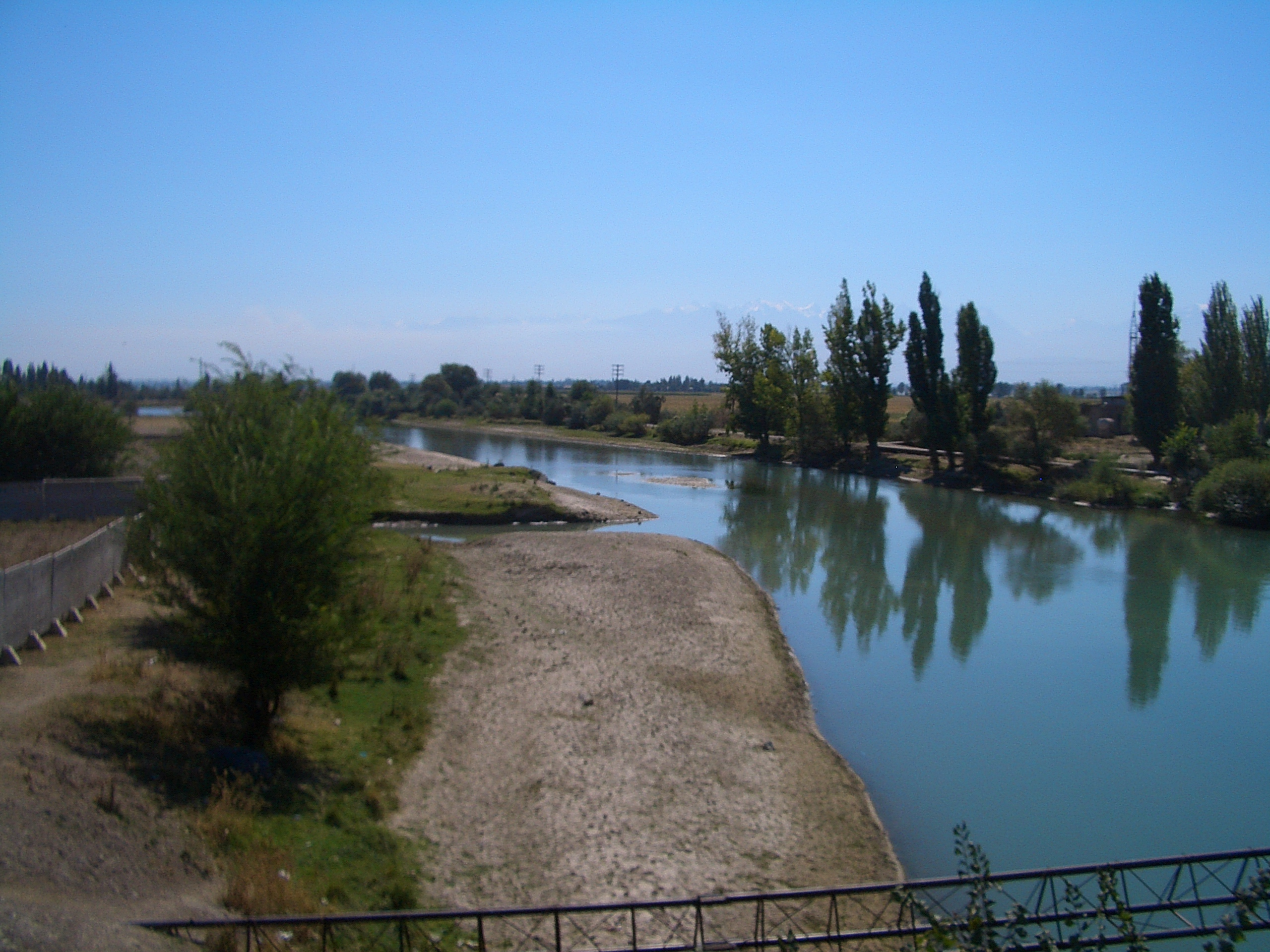
Río Chu desde el puente fronterizo de Korday, entre Kirguistán y Kazajistán.

Las montañas de Kirguistán son geológicamente jóvenes, por lo que el paisaje está marcado por elevados y afilados picos separados por profundos valles. Debido a la altitud hay numerosos glaciares, entre los que destaca el glaciar Engilchek, el sexto glaciar no polar del mundo en extensión, formado por dos brazos, norte y sur, de los cuales el meridional, en las vertiente occidental del Khan Tengri, tiene 60 km de longitud, con un área de 17,2 km² y una profundidad de 150-200 m en las zonas más profundas.
Se calcula que en Kirguistán hay unos 6500 glaciares distintos, que engloban unos 650 km³ de agua y cubren unos 8.048 km². Solo hay tierra cultivable en torno a los valles de Fergana,  Chuy y  Talas. Hay numerosos glaciares de entre 10 y 19 km, aunque predominan los de 2,5 a 5 km de longitud en los valles pequeños, con frecuentes avalanchas de nieve. 
Debido a los glaciares, Kirguistán es un país bien regado, sin embargo, ninguno de sus ríos, cortos y rápidos, es navegable. La mayor parte son tributarios del Sir Daria y tienen sus cabeceras al oeste de Tian Shan, en la frontera con China. Otra cuenca importante es la del río Chuy, que nace al norte de Tian Shan, en la garganta de Boom y desaparece en los desiertos de Kazajistán, en el desierto de Muyunkum.
El lago de Issyk-Kul, al nordeste de Kirguistán es el segundo cuerpo de agua más grande de Asia Central, después del mar de Aral, con 6.280 km², pero este lago salino, con una cuenca de 22.000 km², se contrae de forma constante y su contenido en minerales aumenta.
Kirguistán tiene un total de unos 2.000 lagos con una superficie de unos 7.000 km², muchos a altitudes entre 3.000 y 4.000 m. La mayor parte de la superficie corresponde al Issyk-Kul y solo los tres más grandes después de este superan los 100 km². El segundo es el lago Song Kol (275 km²) y el tercero es el lago Chatyr-Kul (181 km²), también salino, ambos localizados en la cuenca del río Naryn. 
El sobrepastoreo y la deforestación ponen en peligro la estabilidad de las vertientes, por lo que no son raros los flujos de lodo y las avalanchas. En agosto de 1992, un terremoto dejó a cientos de personas sin hogar al sudoeste de Jalal-Abad.

### Recursos hídricos

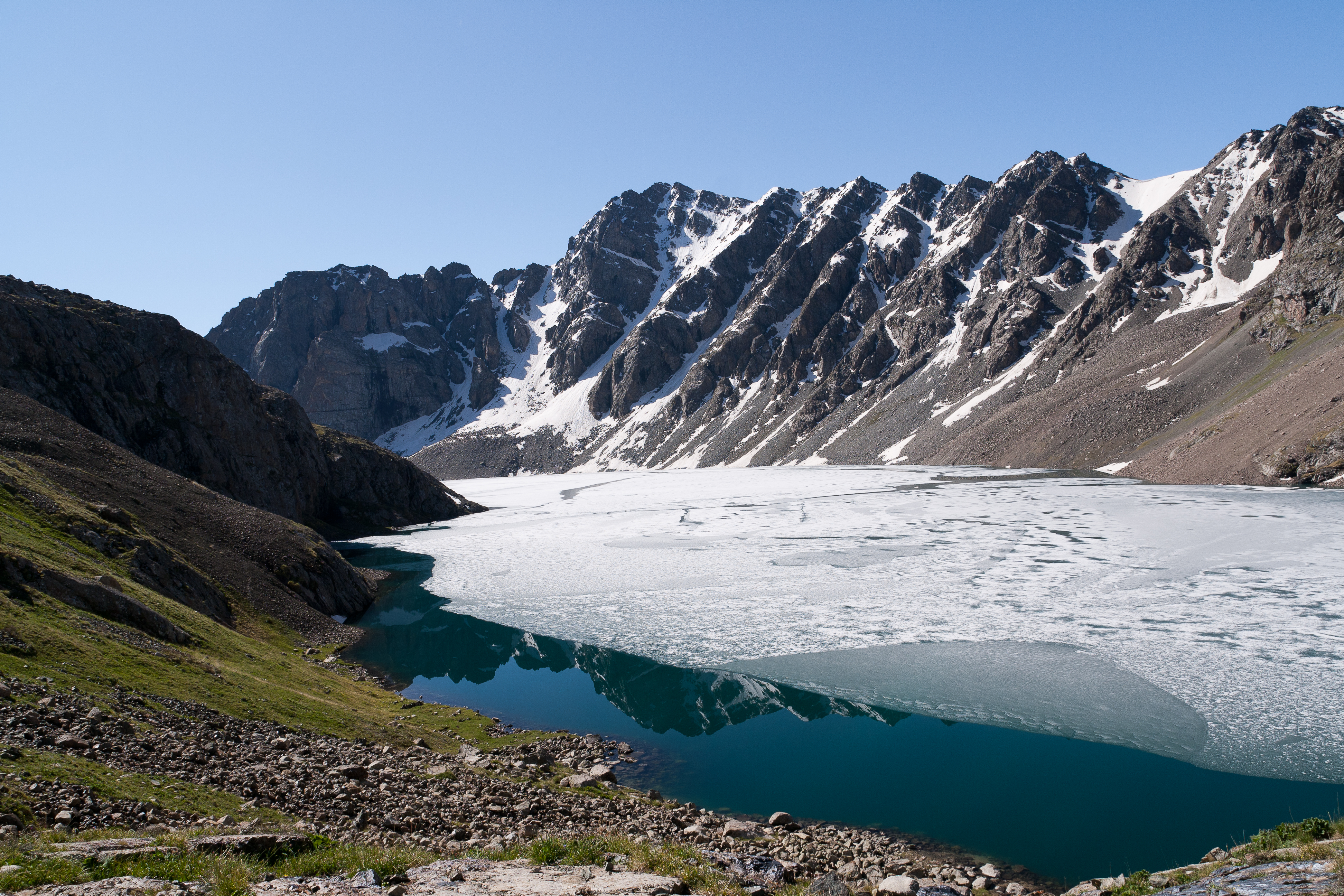
El Lago Ala-Kul parcialmente congelado

La República de Kirguistán es el único Estado de Asia Central donde los recursos hídricos se generan íntegramente en su propio territorio. El agua procede de las cadenas montañosas, a menudo cubiertas de glaciares, y su abundancia es un componente vital para la agricultura y la producción de energía hidroeléctrica. La montañosa República es un "depósito de agua" esencial para la agricultura de regadío en los territorios áridos de llanura. Además, el impresionante paisaje montañoso glaciarizado implica un considerable potencial turístico.

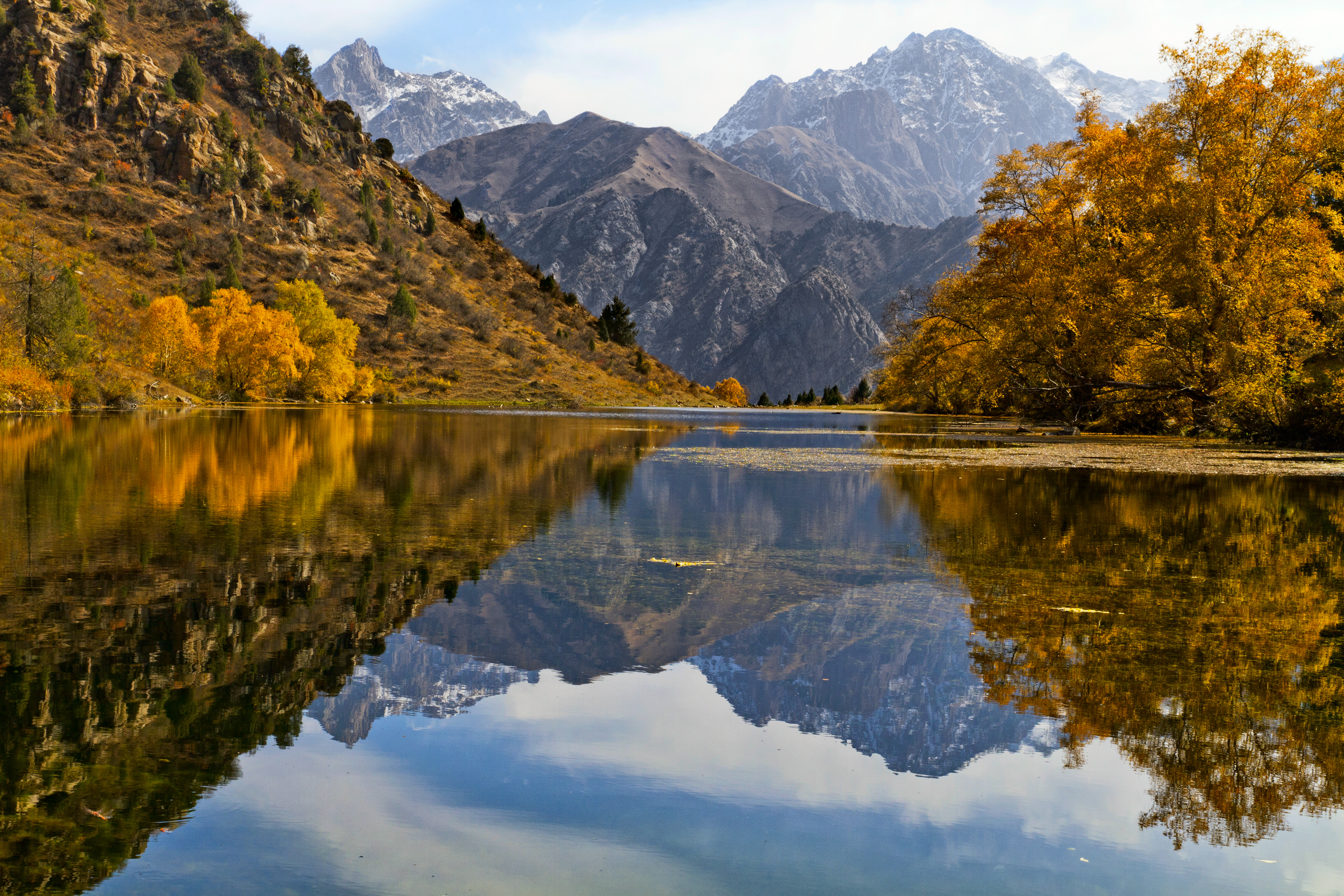
Río Talas

Aunque por Kirguizistán corre abundante agua, su suministro viene determinado por un acuerdo postsoviético de reparto entre las cinco repúblicas centroasiáticas.Como en la época soviética, Kirguizistán tiene derecho al 25% del agua que nace en su territorio, pero el nuevo acuerdo permite a Turkmenistán y Uzbekistán un uso ilimitado del agua que les llega de Kirguizistán, sin compensación para la nación en origen. [Durante la era soviética, Kirguistán y Tayikistán compartían sus abundantes recursos hídricos con Uzbekistán, Kazajistán y Turkmenistán durante el verano, y estas tres naciones compartían petróleo y gas con Kirguistán y Tayikistán en invierno. 

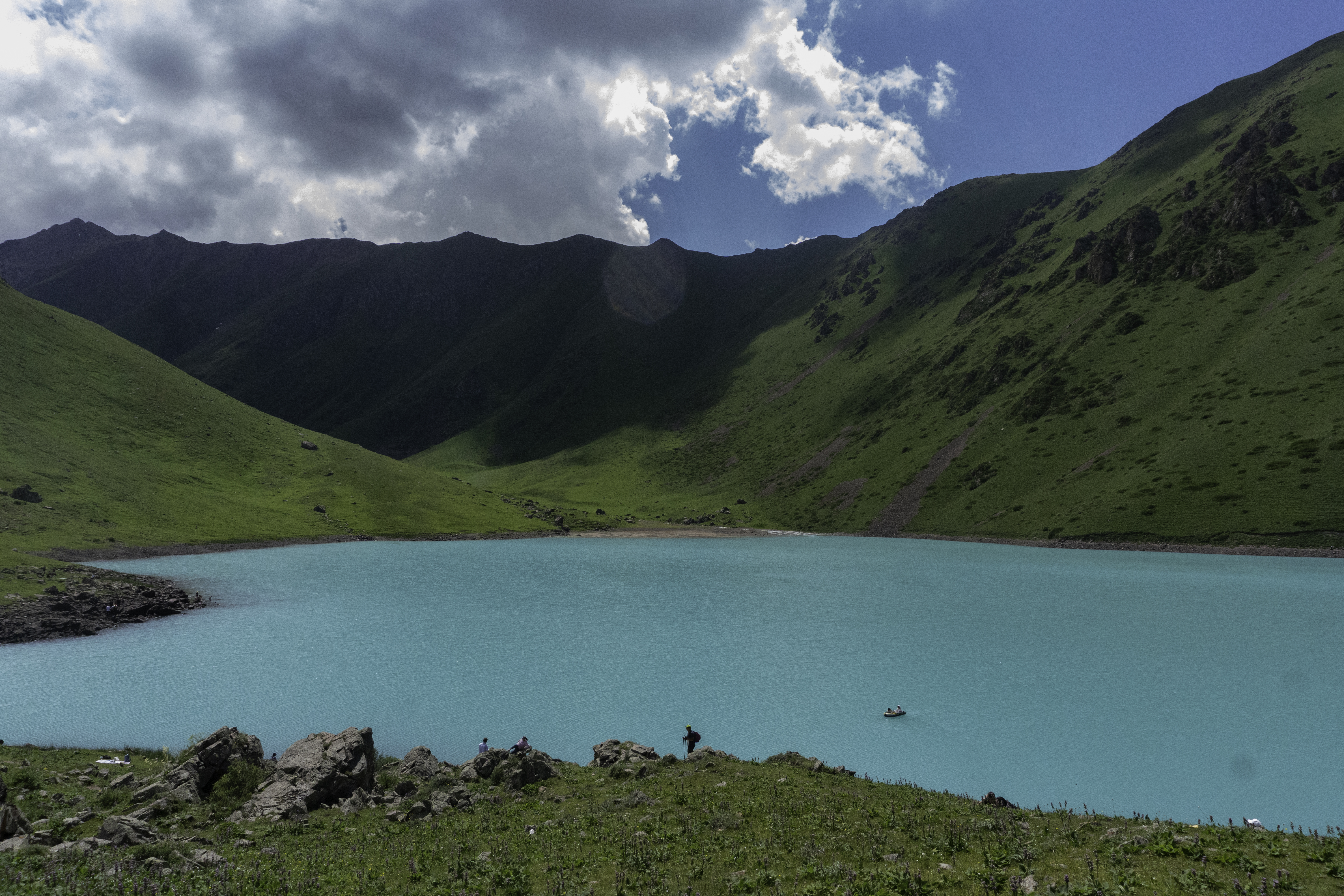
El Lago Kol-Tor

Según el International Crisis Group, el sesgado sistema actual podría causar una desestabilización regional irreversible, y es necesario que los actores internacionales se ocupen de él para evitar una crisis en Asia Central. En 1994, la agricultura representaba alrededor del 88% del consumo total de agua, frente al 8% de la industria y el 4% de los sistemas municipales de distribución de agua. Según los expertos del Banco Mundial, Kirguizistán dispone de un suministro adecuado de agua de alta calidad para uso futuro, siempre que el recurso se gestione con prudencia. Sin embargo, en Asia Central los problemas de agua van en aumento. La República Kirguisa exporta agua para regar los Estados vecinos, Uzbekistán, Kazajistán y Tayikistán. Para evitar conflictos, la asignación y el uso del agua, y en particular el papel de la agricultura como principal usuario de agua, se han convertido en cuestiones muy importantes en el discurso sobre el desarrollo en los últimos años, y seguirán siéndolo en el futuro.
Se calcula que en 1993 sólo se asignó el 5% de los gastos de mantenimiento necesarios. En 1997, el 70% de la red nacional de abastecimiento de agua necesitaba reparaciones o sustituciones. La calidad del agua potable procedente de este sistema obsoleto está mal controlada: el personal de gestión del agua se ha reducido drásticamente por falta de fondos. Además, no hay dinero para comprar nuevos equipos de desinfección del agua cuando son necesarios. Algunos acuíferos cercanos a centros industriales y mineros se han contaminado con metales pesados, aceites y residuos sanitarios.

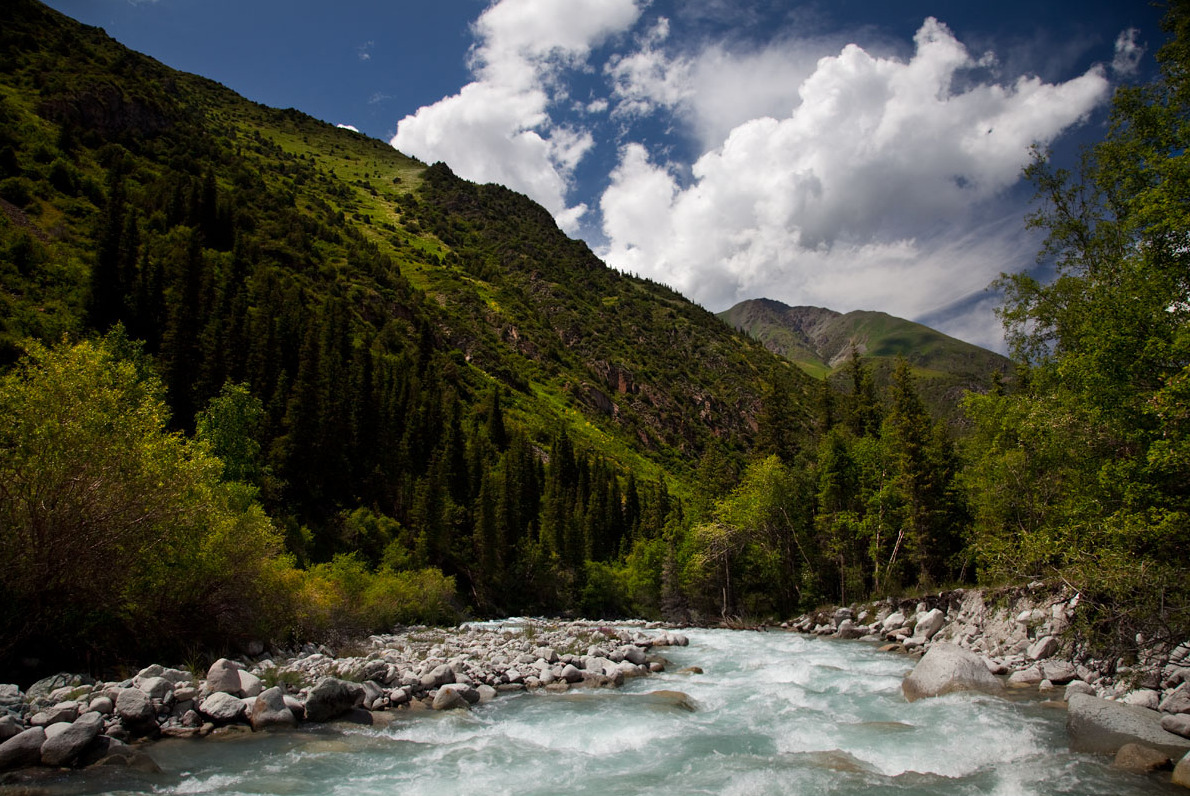
Río Ala-Archa en el parque nacional Ala Archa

Además, muchas localidades dependen de fuentes superficiales, lo que hace que los usuarios sean vulnerables a la escorrentía agrícola y los residuos ganaderos, que se filtran gradualmente hacia abajo desde la superficie. Las zonas de menor calidad del agua son las regiones muy pobladas del valle de Chui y las regiones de Osh y Jalal-Abad, y las zonas a lo largo de los ríos que desembocan en Ysyk-Köl.
En las ciudades, la recogida de aguas residuales proporciona alrededor del 70% del suministro de agua. Aunque las ciudades disponen de equipos de tratamiento biológico, hasta el 50% de estos equipos se consideran ineficaces. Las principales fuentes de residuos tóxicos en el suministro de agua son la mina de mercurio de Haidarkan, la mina de antimonio de Kadamzai, la mina de uranio de Kadzyi Sai, que cesó su extracción en 1967 pero que sigue filtrando materiales tóxicos en la cercana Ysyk Köl, la planta de recuperación de uranio de Kara-Balta, el depósito de residuos mineros de Min Kush y la planta minera y metalúrgica de Orlovka.

### Embalses

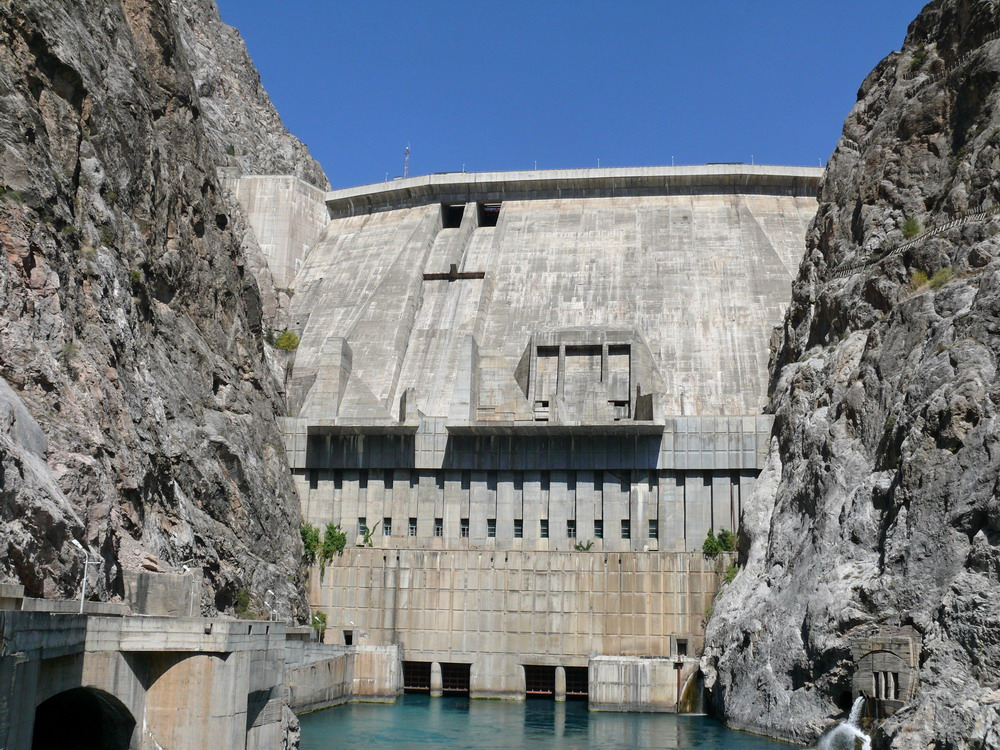
Presa del embalse de Toktogul, de 215 m de altura, la más grande de Kirguistán.

En Kirguistán han construido numerosos embalses debido a las numerosas gargantas, los más importantes en el río Naryn:
- Embalse de Kambar-Ata-2, 70 hm³, 360 MW. La presa tiene 60 m de altura y alimenta 3 turbinas Francis de 120 MW cada una desde 2010. Se encuentra en el río Naryn, cerca de Kara-Jygach, en la provincia de Jalal-Abad, en el distrito de Toktogul.
- Embalse de Kürpsai, 35 hm³, 900 MW. Se encuentra en el río Naryn, aguas abajo del embalse de Toktogul. La presa tiene una altura de 113 m y embalsa 370 millones de m3 (370 hm3), de los que 27 millones de m3 se usan para producir energía eléctrica desde 1981.
- Embalse de Uch-Kurgans, 53 hm³, 180 MW. O Üch-Korgon, en el río Naryn, en el asentamiento de Shamaldy-Say, en la provincia de Jalal-Abad. Completada en 1962, es la más vieja de las tres plantas hidroeléctricas en el río Naryn, cerca de Tashkomur, 25 km aguas abajo de Shamaldy-Say. La presa tiene 34 m de altura y 4 turbinas de 45 MW.
- Embalse de Shamaldy-Say, 41 hm³, 240 MW. Entre Tashkomur y Shamaldy-Say. Completada entre 1992 y 1996, es una de las tres presas del río Naryn, 14 km aguas abajo de Tashkomur. La presa tiene 37 m de altura.
- Embalse de Tashkomur, 140 hm³, 450 MW. O Tash-Kömür, en el río Naryn, en Tashkomur, en la provincia de Jalal-Abad, 14 km aguas abajo de Shamaldy-Say. La presa tiene 75 m de altura, con 3 turbinas de 150 MW. Funciona desde 1987.
- Embalse de Toktogul, 19,5 km³, 284 km², 1.200 MW. Se encuentra en el río Naryn, en la provincia de Jalal-Abad. La presa tiene una altura de 215 m y una anchura de 292 m. Es parte de la cascada Naryn-Sir Daria. Tiene cuatro turbinas de 300 MW cada una y es la más grande del país. El embalse tiene 65 km de longitud y una superficie de 284 km2. Al sur se encuentra la ciudad de Kara-Köl. Funciona desde 1976.
- Presa de Kambaratinsk, en proyecto.

En el río Talas se encuentra el embalse de Kirov (540 hm³), para regadío; en el río Ak-Buura, afluente del Kara Daria, el embalse de Papan (240 hm³), para regadío, y en el río Chu, el embalse de Orto-Tokoy o de Kasan-Sai, (470 hm³).

## Clima

Mapa de Köppen del clima de Kirguistán. En lila, clima continental cálido y templado; en azul, húmedo continental; en naranja, frío desértico, y en amarillo, semiárido frío.

El lago Issyk-Kul al noreste mantiene un régimen inestable de nivel debido a las escasas precipitaciones (menos de 300 mm anuales) y a la amplitud térmica, con un mes frío, enero, con medias inferiores a -25 °C, y un mes cálido, julio, con medias superiores a los 45 °C. Es el lago más grande del país, y el segundo lago de montaña más grande del mundo, tras el Titicaca.
El clima varía de forma local. El Valle de Fergana, situado al sudoeste, tiene un clima subtropical, siendo extremadamente caluroso en verano, llegando las temperaturas a los 40 °C. Las faldas montañosas del norte son de clima templado, mientras que el Tian Shan varía de un clima continental seco al clima polar en función de la altura. En las zonas más frías, las temperaturas están bajo cero durante cuarenta días en invierno, llegando a registrarse nevadas en zonas desérticas.
La capital, Biskek, situada en el norte, en el valle del río Chu, entre 650 y 950 m de altitud, tiene clima continental, con inviernos fríos y veranos cálidos. Las temperaturas mínimas y máximas medias oscilan entre los 18-32.oC en julio, y los -7 y 3.oC de enero, con una precipitación de 450 mm, con mínimos en verano (10 a 20 mm entre junio y septiembre) y máximos en primavera (75 mm en abril). La situación del país es favorable a las invasiones de aire frío de Siberia, que pueden producir episodios en enero con temperaturas entre -15 y -25.oC, alternados con otros de 10-15.oC. El récord de Biskek es de -34.oC en invierno y 43.oC en verano.

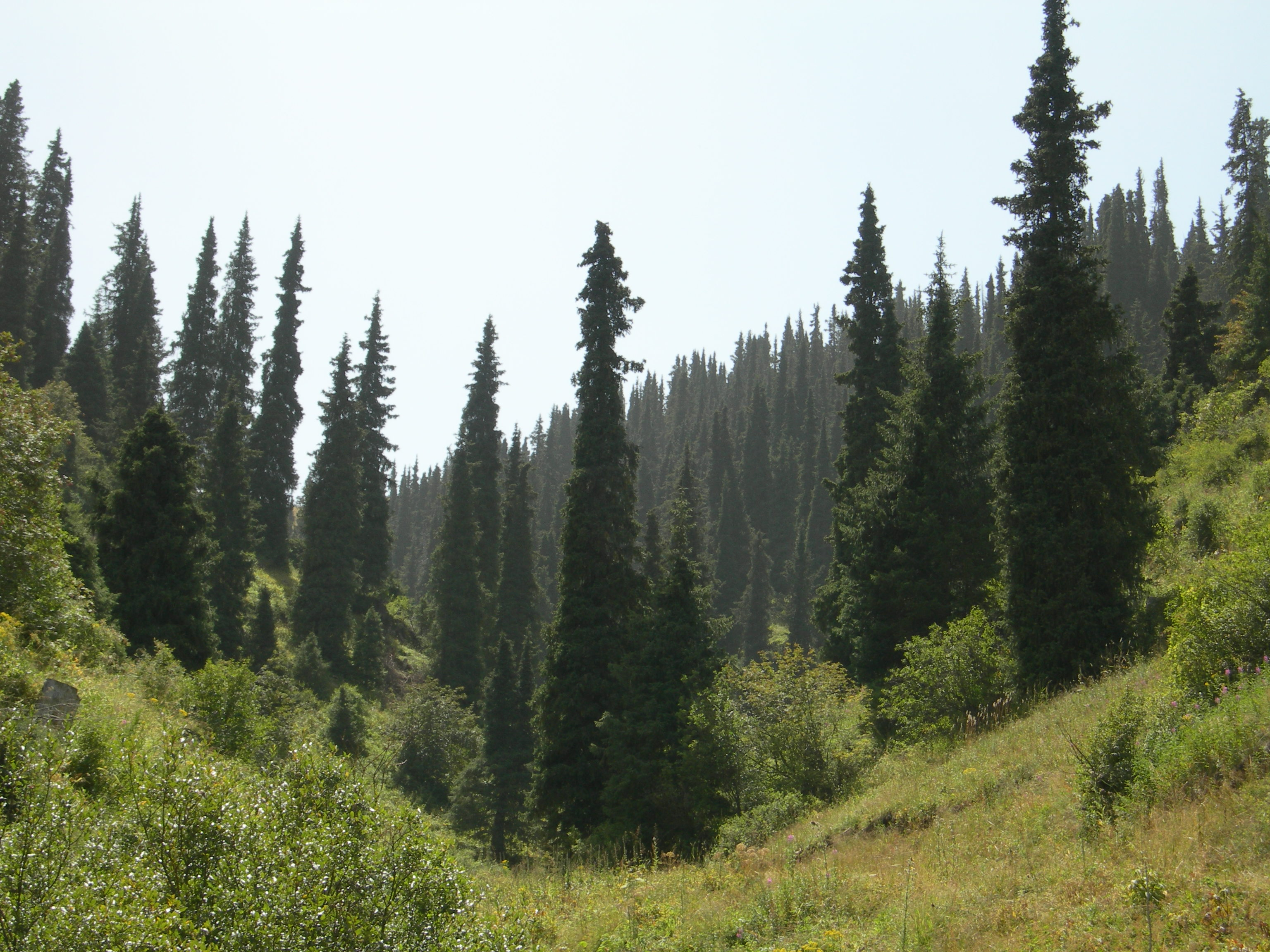
Bosque cerca de Karakol.

En Osh, la segunda ciudad de Kirguistán, las condiciones son parecidas (379 mm y 11,7.oC de media anual), pero al estar en el sudoeste se libra de las olas de frío siberiano. La ciudad de Naryn, situada en el centro del país, a 2.000 m de altura en el Tien Shan, sufre las consecuencias de la altitud, con medias en enero de -20.oC a -10.oC, y en verano de 10 a 25.oC. Las lluvias en Naryn, con 35.000 habitantes, no superan los 300 mm, con máximos en mayo y junio (50-60 mm) y mínimos en invierno (10 mm mensuales). En Karakol, con 66.000 hab., a 1.745 m, a orillas del lago Issyk-Kul, la media en enero es de -10.oC, con oscilaciones diarias de -16 y -4,7.oC, y en verano de 19 a 25.oC. Las precipitaciones medias son de 413 mm, superando los 50 mm entre mayo y agosto, y quedándose con 10-20 mm en invierno.

### Cambio climático
El cambio climático ya está teniendo repercusiones en Kirguistán. Entre los países de Europa Oriental y Asia Central, Kirguistán es el tercero más vulnerable a los efectos del cambio climático, como los cambios en los patrones meteorológicos que podrían provocar periodos prolongados de precipitaciones y sequías. Además, la frecuente aparición de fenómenos meteorológicos y climáticos extremos, como olas de calor, sequías, lluvias torrenciales y catástrofes bióticas/abióticas en los últimos años, son una prueba del cambio climático. Kirguistán se ve amenazado por el deshielo de los glaciares y la falta de equilibrio de agua dulce, acelerados por el calentamiento global. La temperatura media ha aumentado de 4,8 °C a 6 °C en los últimos 20 años. En 2013, el Banco Mundial estimó un probable aumento de 2 °C en la temperatura media media para 2060 y de 4-5 °C para 2100, y señaló que los glaciares del país se habían reducido significativamente y se prevé que sigan disminuyendo. Sin embargo, se espera que el ligero aumento de la temperatura afecte positivamente a los sectores sensibles al clima, como la agricultura, la energía y la silvicultura, ya que hay más tierra dentro de la banda de temperatura óptima.

## Demografía

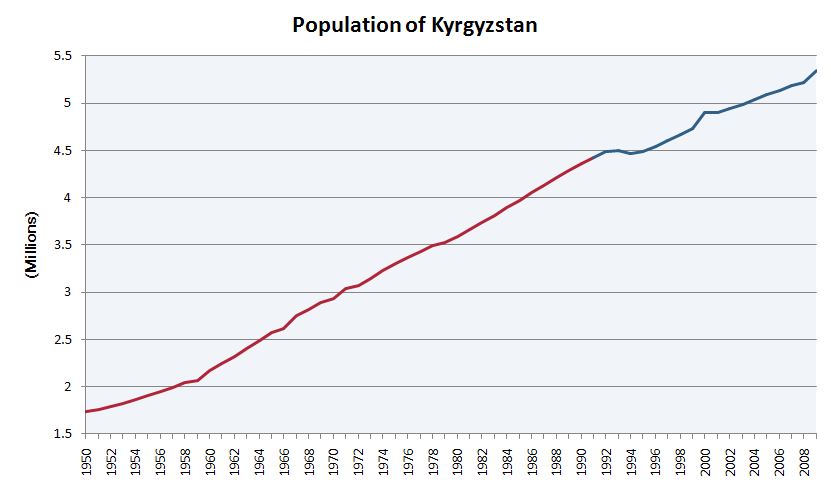
Evolución demográfica.

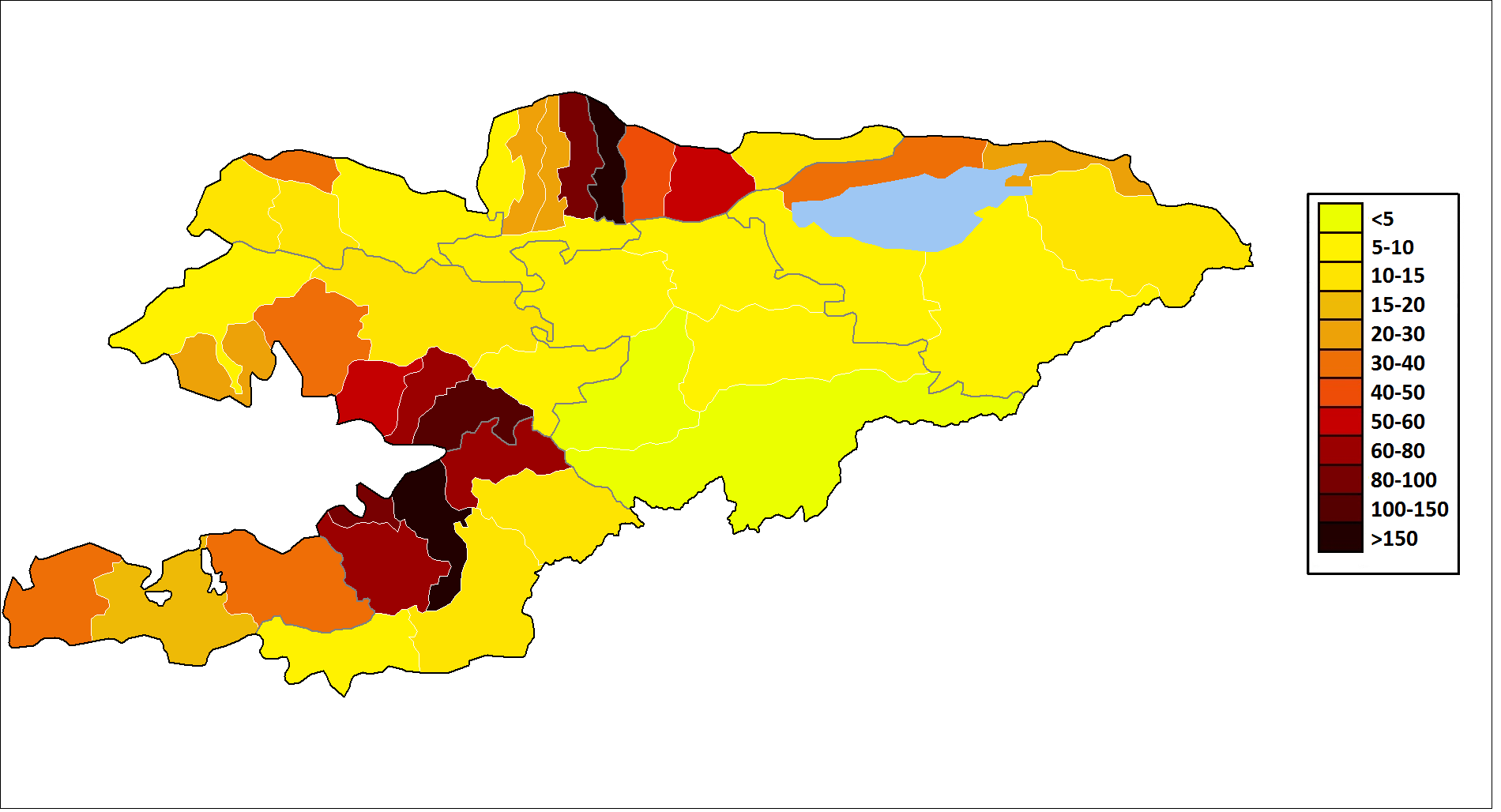
Densidad de población de Kirguistán, 2015

La población de Kirguistán se estimaba en 5,2 millones en 2007. De ellos, el 34,4% son menores de 15 años y el 6,2% son mayores de 65 años. El país es principalmente rural, ya que solo alrededor de un tercio de la población vive en zonas urbanas. La densidad media de población es de 25 habitantes por km². El grupo étnico más grande del país son kirguises, un pueblo túrquico que representa el 69% de la población (estimación de 2007). Otros grupos étnicos incluyen a los rusos (9,0%), que se concentran en el norte, y uzbekos (14,5%), que viven en el sur. Entre las minorías pequeñas, pero notables, están los dunganos (1,9%), los uigures (1,1%), tayikos (1,1%), kazajos (0,7%) y los ucranianos (0,5%) y otras minorías étnicas más pequeñas (1,7%). Kirguistán cuenta con más de 80 grupos étnicos distintos en el país.
Los kirguises han sido históricamente pastores seminómadas que viven en tiendas de campaña redondas llamadas yurtas, dedicados al cuidando de ovejas, caballos y yaks. Esta tradición nómada sigue funcionando estacionalmente (véase la trashumancia), como familias de pastores que regresan a la pradera de alta montaña (o jailoo) en el verano. Los uzbekos y tayikos, sedentarios tradicionalmente, han cultivado las tierras de regadío de más baja altitud en el valle de Ferganá.
Kirguistán ha experimentado un pronunciado cambio en su composición étnica desde la independencia del país. El porcentaje de etnia kirguís aumentó alrededor del 50% en 1979 a casi el 70% en 2007, mientras que el porcentaje de los grupos étnicos europeos (rusos, ucranianos y alemanes), así como los tártaros se redujo del 35% a 10%. El porcentaje de rusos étnicos se redujo de 29,2% en 1970 a 21,5% en 1989. Desde 1991, un gran número de alemanes —que en 1989 eran 101 000 personas— ha regresado a Alemania. Entre 1991 y 2002, más de 600 000 personas emigraron de Kirguistán y la población de las minorías étnicas disminuyó del 47 al 33 por ciento.
| Grupo étnico | Censo de 1926 | Censo de 1926 | Censo de 1959 | Censo de 1959 | Censo de 1989 | Censo de 1989 | Censo de 1999 | Censo de 1999 | Censo de 2018 | Censo de 2018 |
| Grupo étnico | Número        | %             | Número        | %             | Número        | %             | Número        | %             | Número        | %             |
| ------------ | ------------- | ------------- | ------------- | ------------- | ------------- | ------------- | ------------- | ------------- | ------------- | ------------- |
| Kirguises    | 661,171       | 66.6          | 836,831       | 40.5          | 2,229,663     | 52.4          | 3,128,147     | 64.9          | 4,587,430     | 73.3          |
| Uzbecos      | 110,463       | 11.1          | 218,640       | 10.6          | 550,096       | 12.9          | 664,950       | 13.8          | 918,262       | 14.6          |
| Rusos        | 116,436       | 11.7          | 623,562       | 30.2          | 916,558       | 21.5          | 603,201       | 12.5          | 352,960       | 5.6           |
| Ucranianos   | 64,128        | 6.5           | 137,031       | 6.6           | 108,027       | 2.5           | 50,442        | 1.0           | 11,252        | 0.1           |

#### Grupos étnicos de Kirguistán

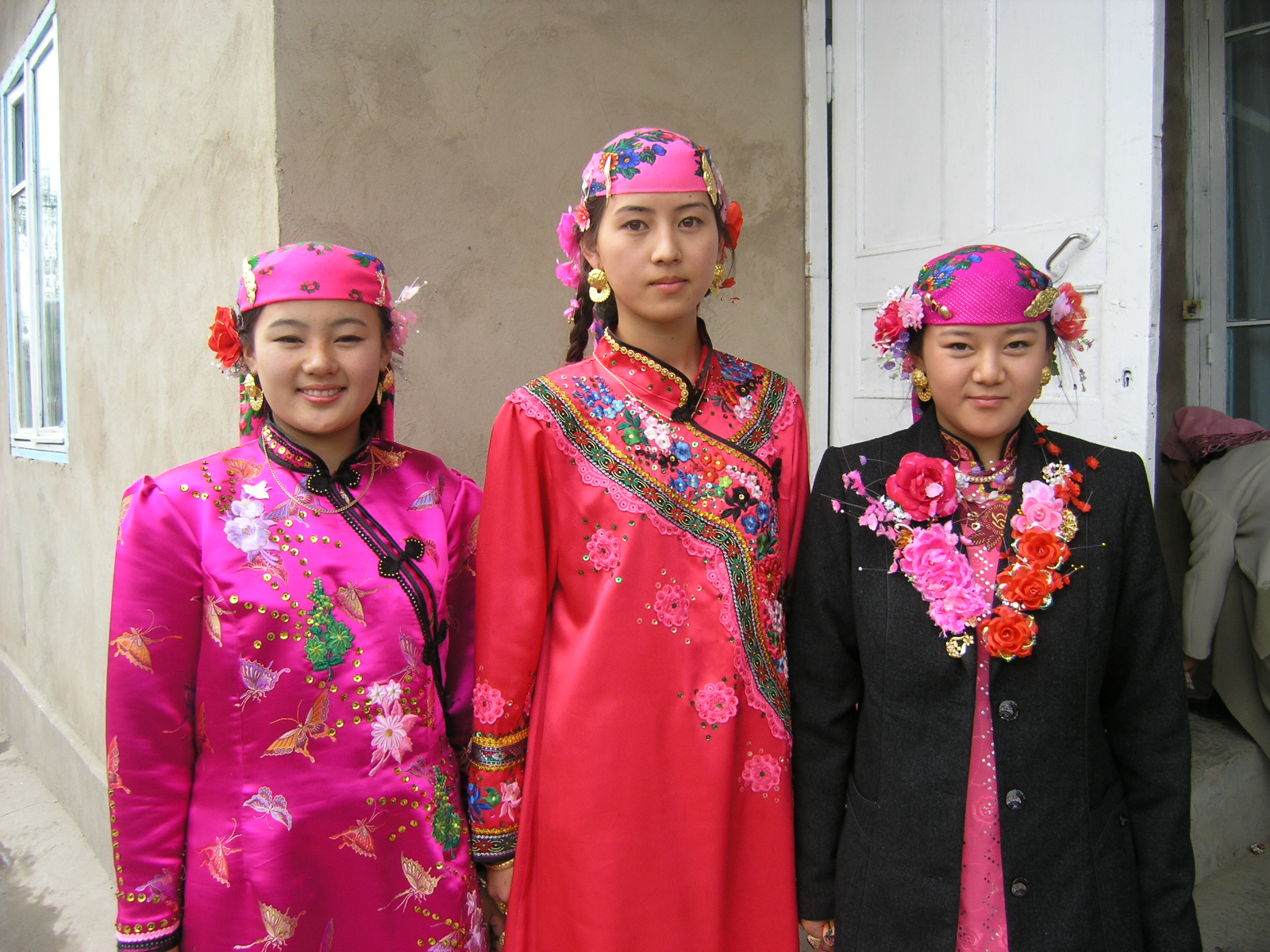
Jóvenes dunganas en una boda en la provincia de Zhambyl de Kazajistán.

En Kirguistán había, en octubre de 2023, una población estimada de 6.762.203 habitantes, de los cuales el 73,8 % son kirguises, el 14,8 % son uzbekos (980.000), el 5,1 % son rusos (351.000), , el 1,1 % son dunganos (75.000), el 0,9 % son uigures (60.000), y hay otro 4,3 % que incluye un 0,9 % de tayikos (59.000) y un 0,7 % de turcos (45.000). El resto está formado por kazajos (37.000), tártaros (75.000), azeríes (21.000), coreanos (17.000), ucranianos (10.000), kurdos (16.000), alemanes (8300) y aun otro 0,9 % de distintas etnias. La lengua oficial es el kirguís, seguida del uzbeko, el ruso y otros.
En total, según Joshua Project, hay 39 grupos étnicos en Kirguistán. El 93,7 por ciento son musulmanes. Entre las etnias minoritarias figuran armenios (800), bielorrusos (800), búlgaros (500), balkarios (1400), chechenos (1700), chinos (1000), baskires (900), darguinos (2400), georgianos (700), hamshenis (1200), calmucos (3800), karacháis (1700), karakalpakos (1300), lezguinos (2800), lyuli (5100),  mordovianos, (5700) y judíos (unos 600 en Biskek).

### Idiomas

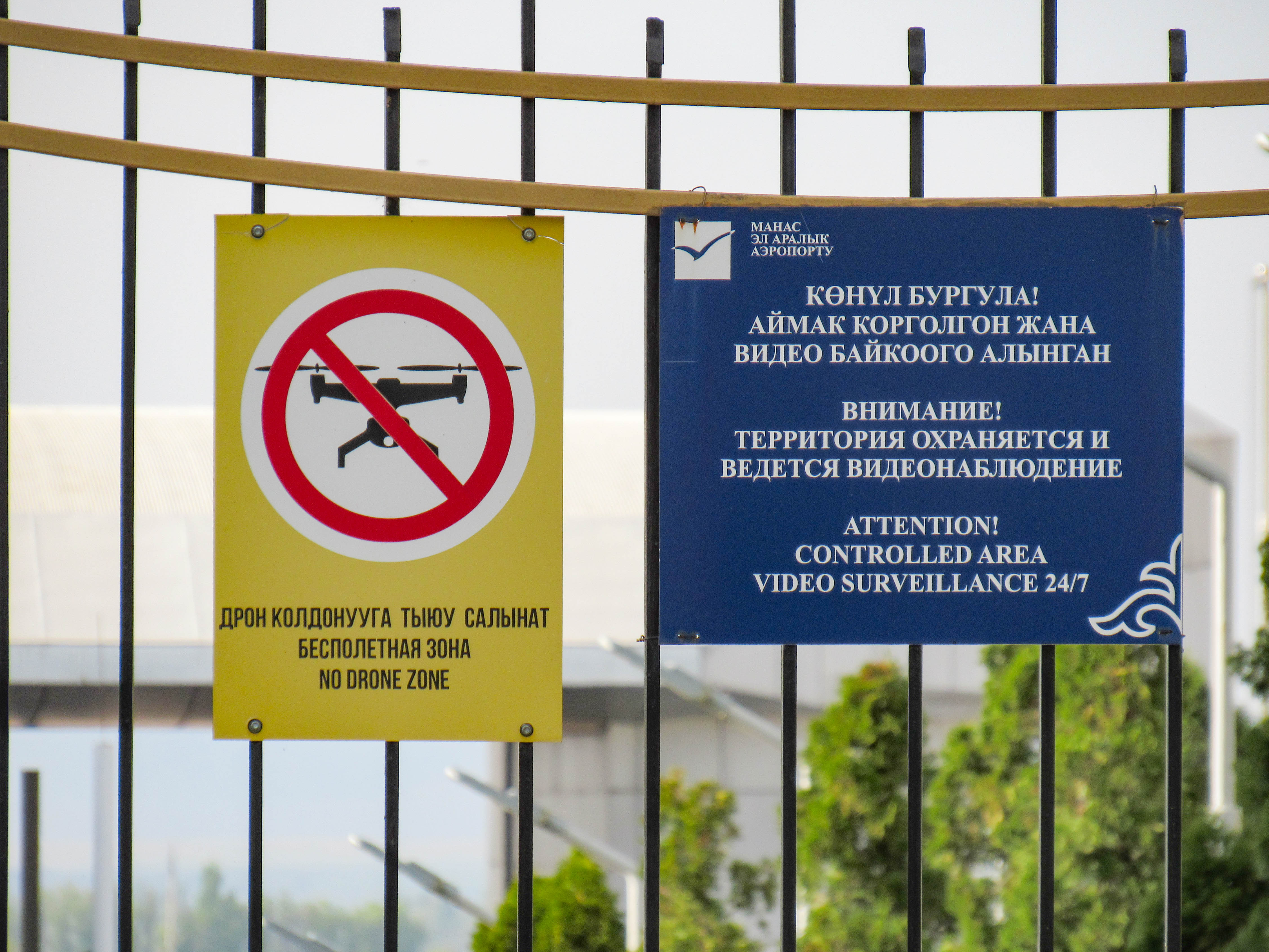
Cartel escrito en Kirguís, Ruso e Inglés (y en 2 alfabetos: Cirílico y latino) en el Aeropuerto de Manas, Kirguistán

Kirguistán es una de las dos antiguas repúblicas soviéticas en Asia Central, junto a Kazajistán, que tiene el ruso como idioma oficial. El kirguís fue adoptado como lengua oficial en 1991. Después de la presión de la minoría rusa en el país, Kirguistán adoptó el ruso como idioma oficial también en 1997, para convertirse en un país oficialmente bilingüe.
El kirguiso es una lengua túrquica de la rama de kipchak, estrechamente relacionada con el kazajo, karakalpako y nogayo. Fue escrito en el alfabeto árabe hasta el siglo XX. La escritura latina fue introducida y adoptada en 1928, y posteriormente fue reemplazada por el alfabeto cirílico por orden de Stalin en 1941.
Según el censo de 2009, 4,1 millones de personas hablaban kirguiso como lengua materna o como segunda lengua mientras que 2,5 millones hacían lo propio con el ruso. El uzbeko es la segunda lengua nativa más hablada, seguida del ruso. El ruso es el segundo idioma más hablado, seguido por el kirguiso y el uzbeko.

Universidad Internacional de Kirguistán

Muchos negocios y asuntos políticos se llevan a cabo en ruso. Hasta hace poco, el kirguiso seguía siendo un idioma que se hablaba en el hogar y rara vez se utilizaba durante reuniones u otros eventos. Sin embargo, la mayoría de las reuniones parlamentarias de hoy se llevan a cabo en kirguís, con interpretación simultánea disponible para aquellos que no hablan kirguiso.

## Áreas protegidas de Kirguistán

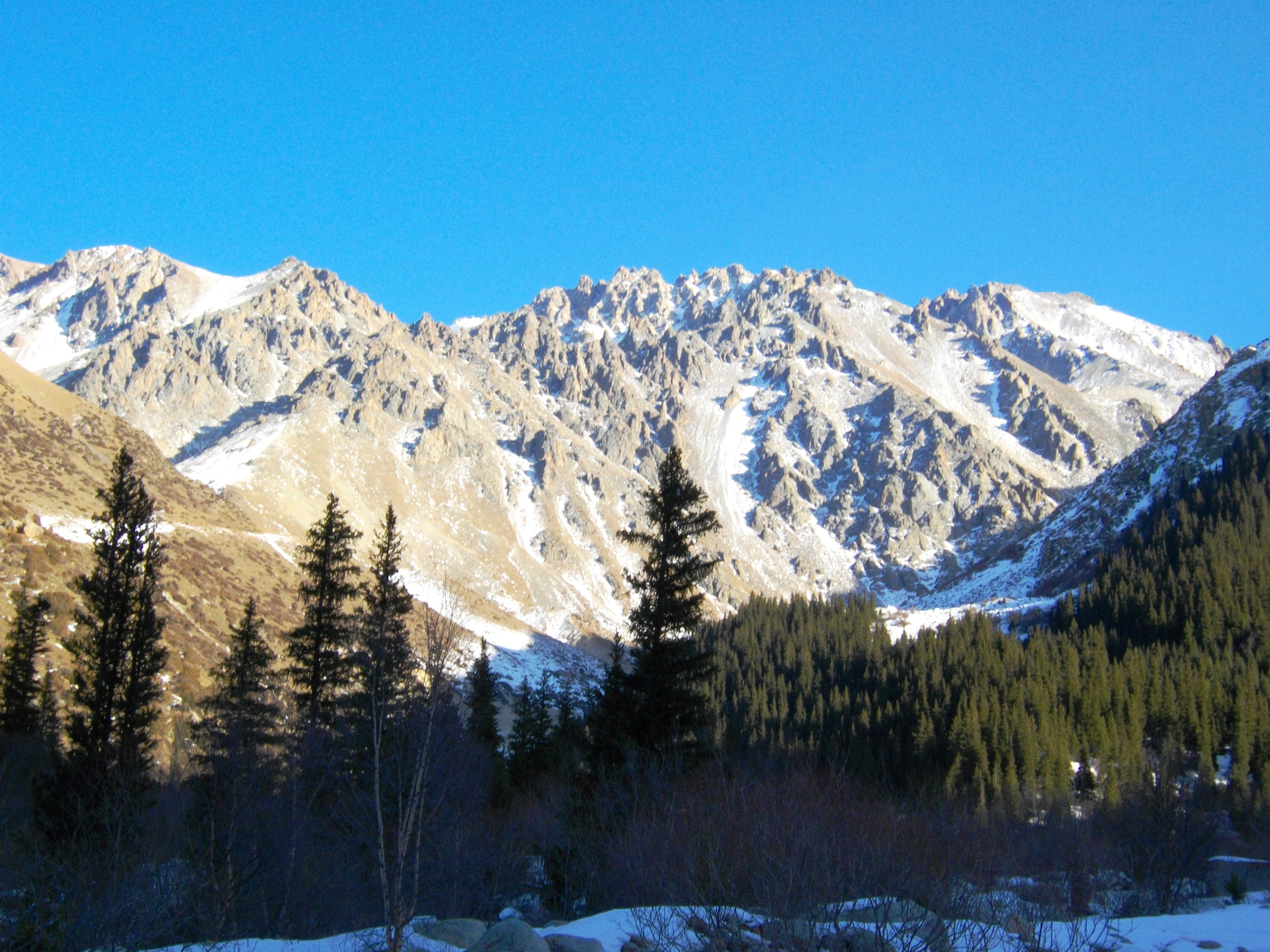
Parque nacional Ala Archa

En Kirguistán hay 35 áreas protegidas que ocupan 13.403 km², el 6,7 por ciento de los 199.957 km² del país. Entre estas hay un parque nacional (Ala Archa), de 112 km²; cuatro parques naturales; 15 refugios de vida salvaje; 7 reservas naturales estatales; 1 reserva parcial santuario de la naturaleza (Kirovskiy) y 1 refugio de vida salvaje zakáznik (Aksuiski o Ak-Suu Complex Nature Reserve, 7600 ha).
En Kirguistán hay 3 sitios Ramsar designados como humedales de importancia internacional:

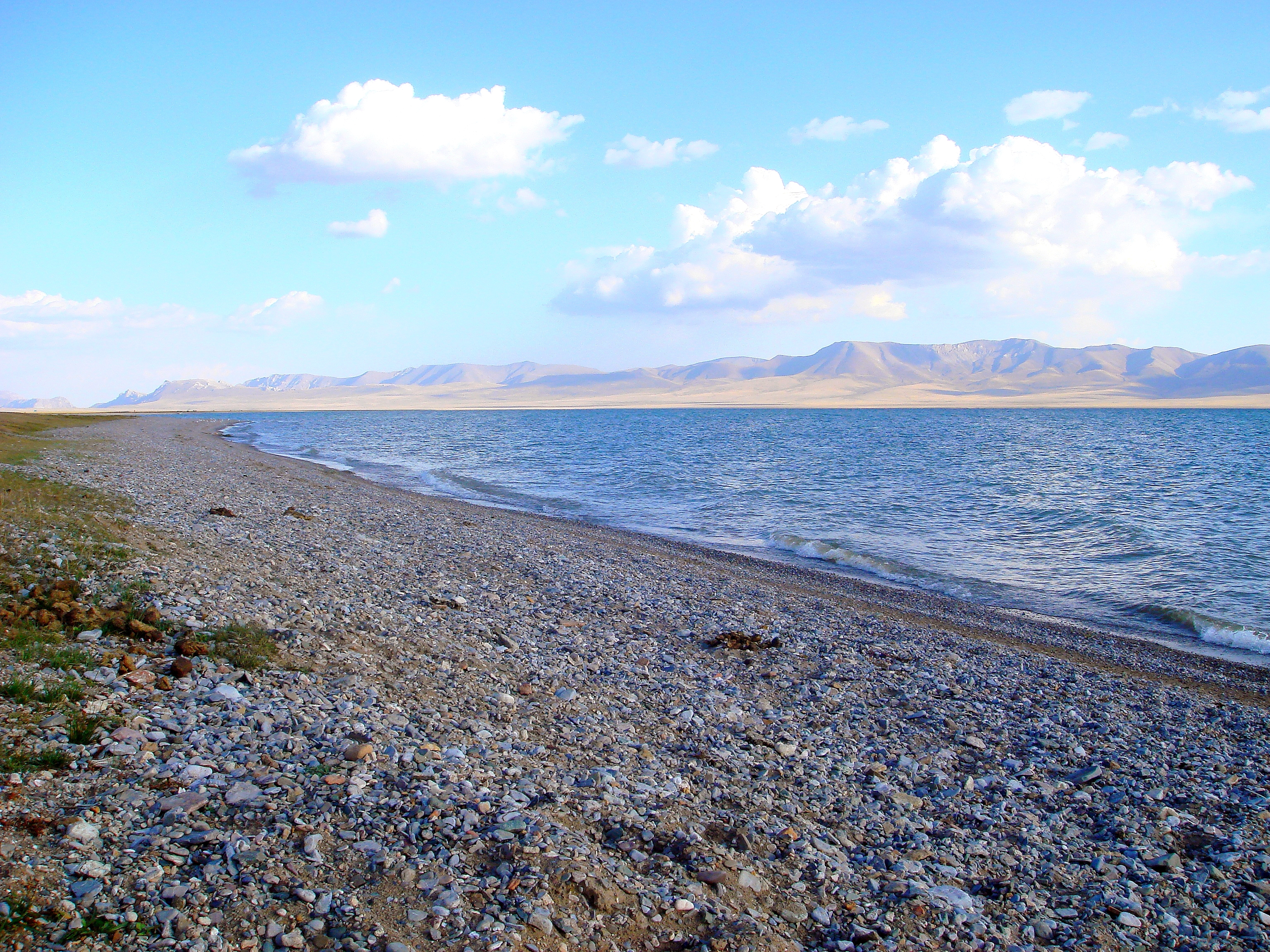
Lago Song Kol

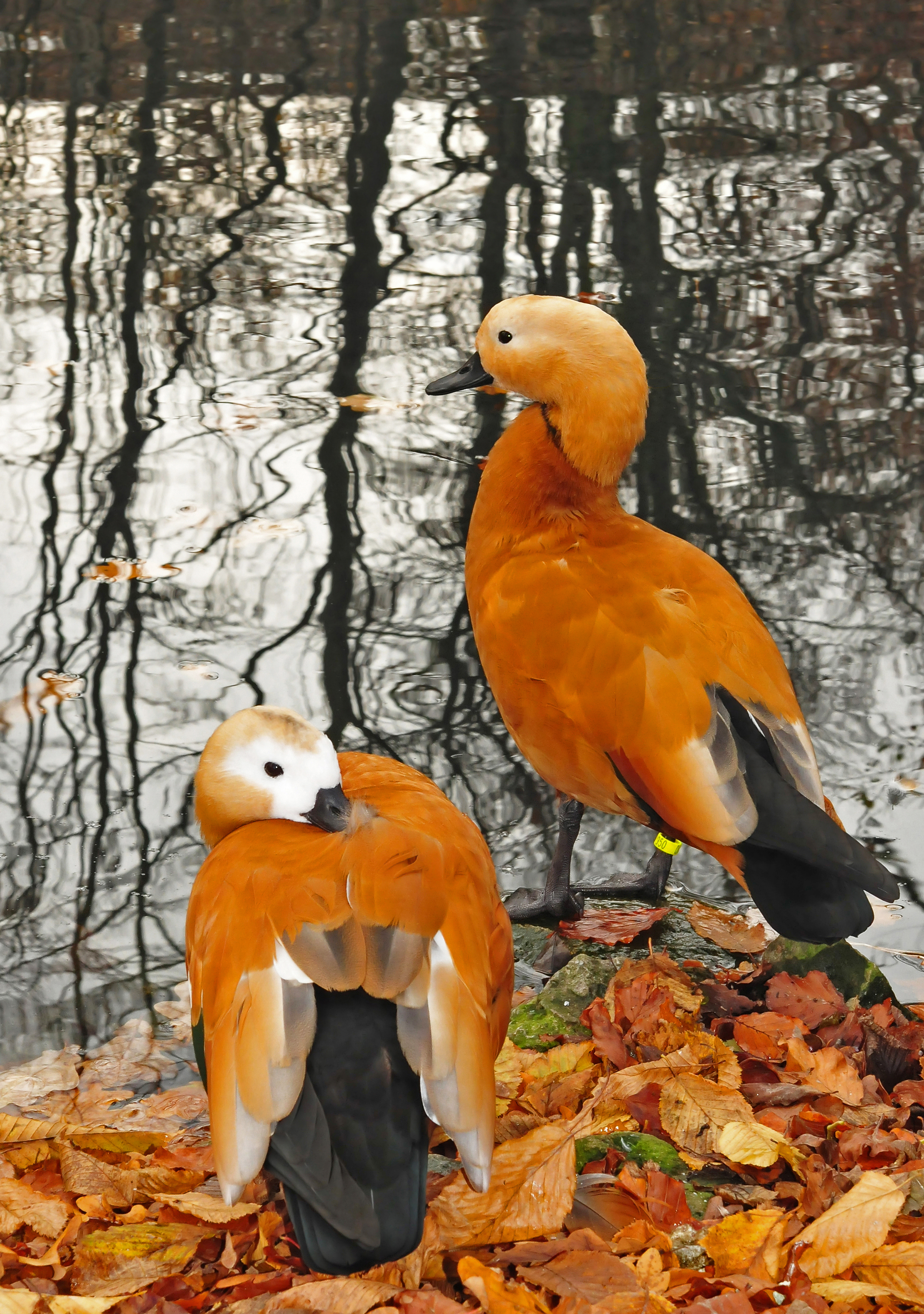
Tarro canelo (Tadorna ferruginea), una especie de pato que abunda en el lago Chatyr-Kul.

- Reserva natural del lago Issyk-Kul, 6.264 km², 42°25′N 77°15′E. También es Reserva de la biosfera de la Unesco. El segundo lago salino del mundo en tamaño, alimentado por 80 corrientes de agua y sin salida. El agua nunca se hiela porque está a 22.oC, de ahí su nombre que significa lago caliente. Aquí hibernan unas 70.000 aves cada año, entre ellas la amenazada malvasía cabeciblanca. Hay 28 especies de peces de las que siete solo se encuentran aquí. Se dice que el cieno del lago y el manantial caliente de Aku tienen propiedades curativas, de ahí la existencia de resorts.[34]

- Lago Song Kol, 369 km², 41°50′N 75°07′E, 3.016 m de altitud. Incluye la Reserva natural estatal de Karatal-Japyryk. En el centro de Kirguistán. Especies migratorias como la cigüeña negra, gaviotas, charranes, ánsares y zampullines cuellinegros. También especies en peligro como la avutarda común y el halcón sacre. Interesante arqueológicamente por los túmulos funerarios y megalitos. Localmente se considera lugar sagrado.[35]

- Lago Chatyr Kul, 161 km², 40°37′N 75°18′E. Lago salino a 3.530 m en la cordillera de Tien Shan. Sus limpias aguas proceden de los montes At-Bashi (4.700 m) y Kakshalto (5.500 m), con glaciares permanentes, en el frontera con China. Lugar de cría de la gaviota centroasiática o hindú, el ánsar indio y nueve especies de patos, especialmente el tarro canelo. En la meseta se encuentran argalíes pastando. No hay peces y abundan las plantas acuáticas como los Potamogeton. Está cerca del paso de Torugart, antigua ruta de la seda,[36] donde hay un caravanserai del siglo X.[37]

BirdLife International cataloga 11 IBAs (Important Bird & Biodiversity Areas) en Kirguistán, que ocupan un total de 1.880 km², con 326 especies de aves, de las 11 son especies amenazadas.